# 与梦露的一周
是2011年英美傳記劇情電影，由阿德里安·霍奇斯編劇，西蒙·柯蒂斯擔任導演。演員有米歇尔·威廉姆斯、簡尼夫·班納、艾迪·烈柏尼、多米尼克·庫珀、茱莉亞·奧蒙德、艾瑪·華森及茱迪·丹芝主演。電影根據製片人科林·克拉克所寫的兩本書而製作，關於1957年由瑪麗蓮·夢露及羅蘭士·奧利花主演的電影《游龍戲鳳》的拍攝及製作，電影集中描繪了在1957年拍攝電影的期間，夢露在她的丈夫亞瑟·米勒回到美國後，夢露在科林於倫敦的護送下完成拍攝。
電影的主要攝影於2010年10月4日在松林電影工作室開始，並於海斯索活城堡、白沃爾瑟姆飛機場和倫敦及其周邊地區。導演還使用了夢露在1956年拍攝《游龍戲鳳》時的同一個工作室。電影於2011年10月9日在紐約電影節舉行了全球首映，兩天後在米爾谷電影節上首映。電影於2011年11月23日在美國發行，並於11月25日在英國發行。
女主角米雪·威廉絲所飾演的瑪麗蓮·夢露，她憑此角獲《第69屆金球獎》音樂或喜劇類電影最佳女主角獎，並入選第84屆奧斯卡金像獎及英國電影學院獎最佳女主角的提名。

## 劇情
1956年，一名對電影很有抱負的年輕人科林·克拉克（Colin Clark）在大學畢業後，離家前往英國倫敦尋找勞倫斯·奧立佛，以期望能在他的下一部作品中尋找工作機會。製作經理拒絕了科林，但科林決意要等候奧立佛，因為二人曾在聚會上見過。奧立佛與他的妻子慧雲·李終於露面了，她鼓勵丈夫讓科林參與他即將上映的電影《游龍戲鳳》（The Prince and the Showgirl）的拍攝工作，該片由瑪麗蓮·夢露演出。科林擔任助理導演，他的首項工作是要為夢露及其丈夫，著名的劇作家亞瑟·米勒尋找適合的住處。媒體很快便聞風而至，但科林卻有另一間屋作為後備方案，這讓奧立佛及夢露的公關人員留下深刻的印象。
狗仔隊得知夢露抵達希思羅機場的情況，並在飛機降落時聚集在飛機的周圍。夢露帶著她的生意夥伴米爾頓·格林（Arthur Milton H. Greene）及她的演技導師葆拉·斯特拉斯伯格（Paula Strasberg）在一起。夢露起初對眾攝影師的拍攝感到不安，但她在新聞發布會上放鬆了下來。然而，夢露在「圍讀」時遲到，令奧立佛失望。夢露堅持葆拉跟她坐在一起，當她在對白有麻煩時，葆拉都跟她研究。劇組和其他演員都敬畏著夢露。此時，科林邂逅了服裝助理露西（Lucy），他們開始交往。夢露開始經常遲到，並經常忘詞，因此激怒了奧立佛。
夢露為了理解她的角色性格而掙扎著，在奧立佛侮辱她的時候離開了劇組，科林到她的住處探望，翌日科林要求奧立佛多體諒她。當晚，他在夢露的走廊聽到一場爭辯，後來他發現夢露淚流滿面的拿著丈夫米勒的筆記本，內容是嘲笑她的新劇本，後來米勒返回美國。慧雲·李到劇組並看看夢露的演出......夢露自丈夫離開後就沒有出現於劇組，她要求科林到住處談天。在拍攝夢露跳舞的戲份時，整個劇組都被她迷住了。米爾頓把科林拉到一邊，告訴他夢露總讓人心碎，她也會令科林心碎。此時露西也注意到科林對夢露的迷戀，因此與他分手。
科林與夢露度過了一段浪漫的美好時光，夢露一晚把自己反鎖在房間，科林進到她房間，夢露邀請他睡在她身旁，當晚，夢露痛得在睡夢中醒來，發現自己流產了。夢露告訴科林她的丈夫回來了，而她也想成為丈夫的好妻子，所以她認為自己跟科林應該忘記二人之間發生的一切。夢露回到劇組完成拍攝工作，奧立佛稱讚夢露，但表示她已經扼殺了他當導演的慾望。露西問科林夢露是否令他心碎，科林回答是，露西說那正是他需要的。夢露來到科林所住的酒吧，感謝他的幫助，與他吻別。司機駕車送她到機場。

## 演員
- 米雪·威廉絲 飾 瑪麗蓮·夢露
- 簡尼夫·班納 飾 勞倫斯·奧立佛
- 艾迪·烈柏尼 飾 科林·克拉克 （Colin Clark）
- 朱迪·丹奇 飾 西碧·桑戴克（Sybil Thorndike）
- 愛瑪·屈臣 飾 露西（Lucy）
- 多米尼克·庫珀 飾 米爾頓·格林（Arthur Milton H. Greene）
- 菲臘·積遜（英语：Philip Jackson (actor)） 飾 羅傑·史密夫（Roger Smith）
- 戴力·積合比 飾 奧雲·莫斯克德（英语：Owen Morshead）爵士
- 陶比·瓊斯 飾 亞瑟·P·雅各（英语：Arthur P. Jacobs）
- 米高·傑巡（英语：Michael Kitchen） 飾 曉治·佩爾瓦爾（英语：Hugh Perceval）
- 茱莉亞·奧曼 飾 慧雲·李
- 西蒙·羅素比爾（英语：Simon Russell Beale） 飾 海軍上將Cotes-Preedy
- 多格雷·史葛 飾 亞瑟·米勒（Arthur Miller）
- 蘇兒·沃納梅克（英语：Zoë Wanamaker） 飾 葆拉·斯特拉斯伯格（Paula Strasberg）

## 製作

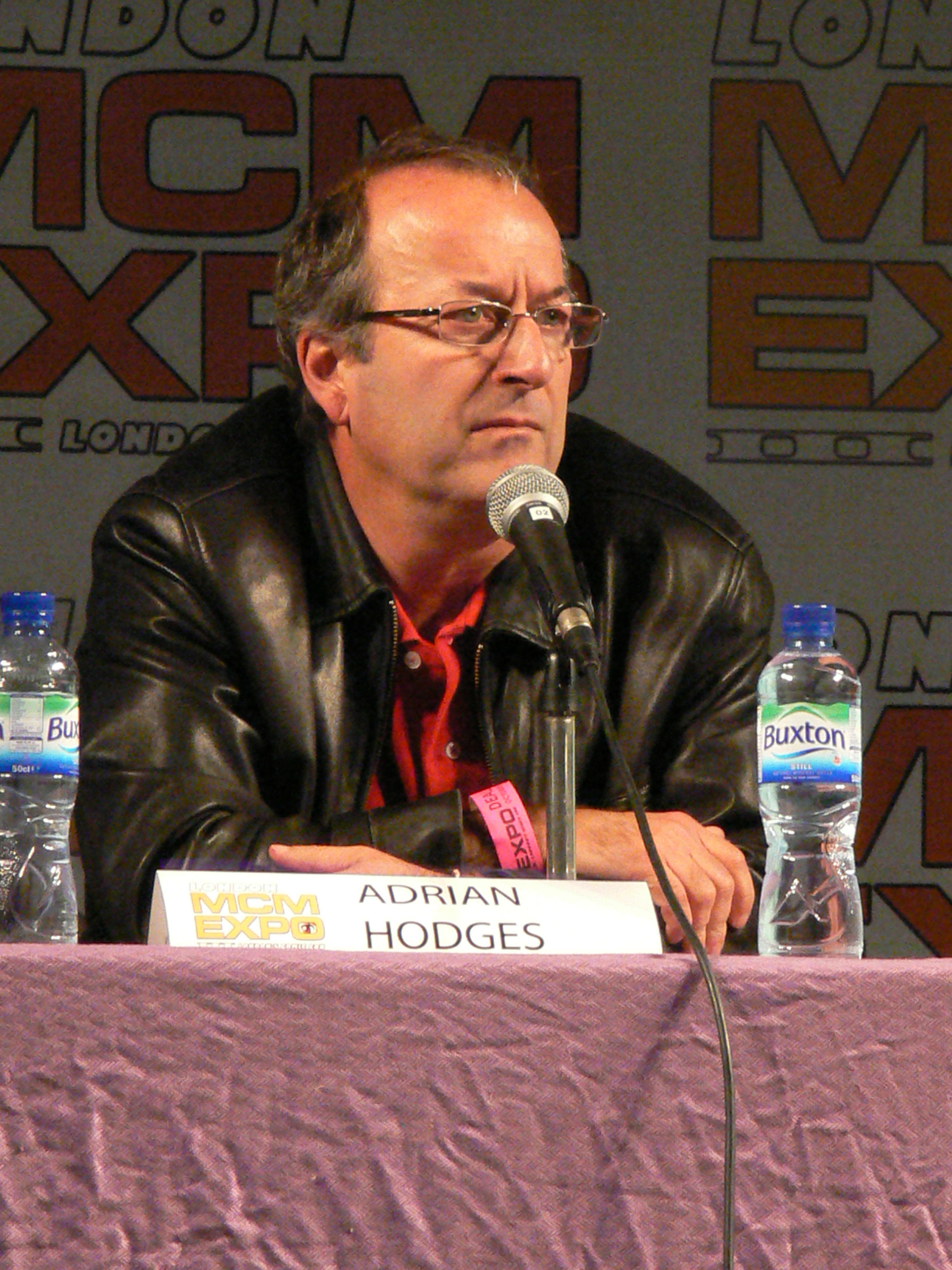
阿德里安·霍奇斯（Adrian Hodges）為電影編劇。

《情迷夢露7天》是根據科林·克拉克的《游龍戲鳳 (The Prince and the Showgirl)》及《我與瑪麗蓮的一周（My Week with Marilyn）》的日記而撰寫的，記錄了他跟瑪麗蓮·夢露於1957年的電影《游龍戲鳳 (The Prince and the Showgirl)》拍攝期間的相處時光。2004年，在看過這兩本書後，導演接觸監製指有意用此故事製作電影。監製指人人都喜歡這個主意，但由於人們對夢露是如此的熟悉和具標誌性，他們想知道還有甚麼可以說。寫劇本的由阿德里安·霍奇斯（Adrian Hodges）告訴《每日電訊報》的記者說：「若有一天你告訴我指我會寫一齣關於她的電影，我會為此感到驚訝，因為我不知道從哪裡開始。」該記者報導了霍奇斯的救贖恩典，是克拉克的書是寫關於某個特定時間的夢露。
電影的導演及監製到BBC電影及英國電影理事會提出了發展的資金。隨後他們不得不等待18個月，監製與克拉克協商書籍的改編權。後來導演及監製需要等6個月待霍奇斯的編劇。當一切準備就緒，就開始尋找財務資金和演員。導演去找哈維·溫斯坦，告訴他關於以克拉克的書為基礎製作電影的想法。溫斯坦告訴《哈芬登郵報》的米高·霍根（Michael Hogan）指他曾為興趣而看了那些書，但沒有想過拍成電影。他看過霍奇斯的劇本，他形容該劇本為「相當不錯」，迷人而有趣。溫斯坦選擇為《情迷夢露7天》提供資金，因為他渴望再次與米雪·威廉絲繼《藍色情人節》後再度合作。此電影是由Trademark Films製作，也是由LipSync Productions提供資金。《情迷夢露7天》是西蒙·柯蒂斯首部執導的劇情片。

### 選角

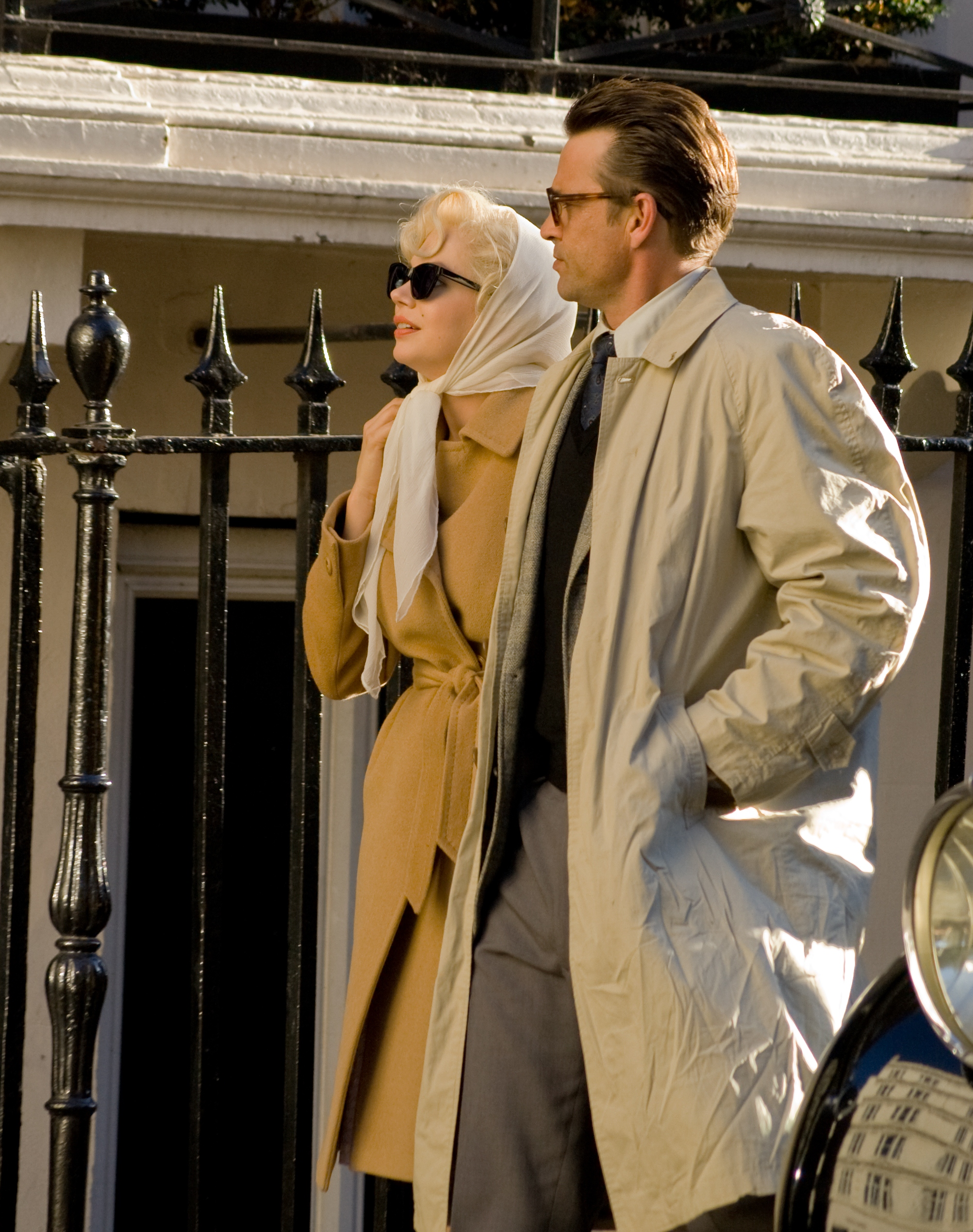
由米雪·威廉絲飾演的瑪麗蓮·夢露與多格雷·史葛飾演的亞瑟·米勒在倫敦梅费尔的拍攝現場。

米雪·威廉絲是監製試鏡中見面的女演員，而導演說她是唯一他為此角色尋找的女演員。她在開拍的兩年前已接下此電影。她告訴《時尚雜誌》的亞當·格林（Adam Green），指飾演夢露這個概念讓人望而生畏，但當她讀過劇本後，她就知道她想要這個角色。然後，她花了6個月的時間去看有關於夢露的傳記、日記、書信、詩詞和筆記，她還看過夢露的一些照片和電影，及聽了一些錄音。威廉絲不得不為這個角色增磅，她並跟一位編舞人員合作，以完善夢露的步姿。
那裡有超過40位演員為克拉克的角色試鏡，當中包括詹姆斯·賈格（James Jagger），他於2010年5月與製片人開始了接洽。同年9月，電影公司宣布由艾迪·烈柏尼飾演克拉克的角色。監製告訴《每日郵報》指為這個角色找演員是困難的。他說：「找到合適的人是非常棘手的部分，因為克拉克到過伊頓公學，也到過牛津大學讀書，還在皇家空軍訓練。 」
同月，電影公司還宣布《哈利波特》的女演員愛瑪·華森將會在電影中飾演服裝助理露西。愛瑪·屈臣計劃只能花幾天的時間來拍攝，以免她於布朗大學的學習被打斷。簡尼夫·班納在賴夫·費恩斯不得不退出執導他的改編作《英雄叛國記》後，於2010年7月開始跟監製傾談勞倫斯·奧立佛的角色，班納後來試演該角色。
多米尼克·庫珀獲給予一個角色是夢露的攝影師兼商業夥伴亞瑟·米爾頓·格林（Arthur Milton H. Greene）。對於格林，庫珀說：「他是個年紀頗大的人，但他們之間的關係非常密切，我覺得瑪麗蓮在開始的時候非常的得到他的支持，但他最終卻成為了她的代理人兼商業夥伴，這是相當多的關係。」庫珀在他拍攝《美國隊長：復仇者先鋒》前已完成他的拍攝工作。嘉芙蓮·薛達-鍾斯被溫斯坦公司的高管們接見，演出電影裡的女演員慧雲·李。薛達-鍾斯拒絕了她的角色，因為她不想離開她丈夫邁克爾·道格拉斯（Michael Douglas）一周或更長時間，因為他正在接受喉癌的治療。導演和監製開始為其他女演員試鏡，她們後來飾演茱莉亞·奧蒙德的角色。奧蒙德的試演同時也是多格雷·史葛的試演，他飾演亞瑟·米勒。戴力·積合比飾演溫莎城堡的皇家圖書管理員奧雲·莫斯克德爵士；菲臘·積遜飾演夢露的私家偵探，而茱迪·丹芝飾演西碧·桑代克。蘇兒·沃納梅克飾葆拉·斯特拉斯伯格，該女演員是個演技顧問。理查德·克利福德（Richard Clifford）飾演理查德·瓦蒂斯（Richard Wattis），他在《游龍戲鳳 (The Prince and the Showgirl)》中飾演朝臣。這部電影還有陶比·瓊斯、杰拉爾丁·薩默維爾、西蒙·羅素比爾和米高·傑巡。電影公司於2010年10月8日宣布，電影的演員名單已經落實。

### 拍攝
《情迷夢露7天》的主要拍攝於2010年9月19日開始。茱迪·丹芝在那個月拍攝了她的戲份，因為她不得不到印度開始為《黃金花大酒店》工作。主要拍攝從2010年10月4日於松林電影工作室開始。三天後，白沃爾瑟姆飛機場變成了1950年代的倫敦希斯路機場，重現夢露抵達英國開始製作《游龍戲鳳 (The Prince and the Showgirl)》的時刻。導演用了1956年夢露拍攝《游龍戲鳳》的工作室來拍攝《情迷夢露7天》的場面。威廉絲於拍攝期間使用夢露的同一個更衣室。其他的拍攝地點在倫敦及周邊地區，其中一個地點包括夢露與丈夫在英國逗留期間所住的房子。電影的製作設計師在電影拍攝前與導演一起參觀了房子，發現其外觀看起來很像50年前夢露在那裡拍的一些宣傳照。
《英國電影攝影師》報導，製作團隊曾在海斯索活城堡拍攝克拉克從小長大的地方。電影也在克拉克曾經就讀的伊頓公學拍攝，並在溫莎城堡利用一個星期六早上的幾個小時拍攝。電影攝影師本·史密哈德（Ben Smithard）指電影中的創意和視覺參考並非來自其他電影，而是來自美國攝影家和畫家索爾·雷特的劇照。史密哈德告訴《英國電影攝影師》說他們花了大量的時間在了前期製作上。他說：「在這樣一部歷史悠久的電影中，你需要盡可能地做好準備，就像歷史課一樣，你可以在一個時間點上學習」。電影攝影師用標準的變形格式（anamorphic format），因為它是「非常好的個人故事」，很適合拍成電影。他補充說，構建兩位演員的框架很容易，但是這個格式對於架構特性並不是很好。電影拍攝持續了七個星期，並於2010年11月完成。後期製作於2010年11月28日至2011年8月31日。

### 服裝與化妝
《情迷夢露7天》的服裝設計師是吉爾·泰勒（Jill Taylor），她之前於電影《緣份兩面睇》及《迷失決勝分》工作，於六星期內為這部電影創作了戲服，而她替整個演員團隊穿搭。她從很多復古的商店、拍賣行和市場裡採購了許多物品。她跟《尋找復古者（Vintage Seekers）》的艾絲黛拉·沙德洛（Estella Shardlow）說：「我穿越過大量的古董展和古董店，看看我們能否找到滿足這部影片的原創復古作品。我們相當成功，但是我們也不得不從原始相片中複製—比如說，我們不得不在這個國家拍攝，這是在新聞片段裡有個很好的記錄。」泰勒也告訴沙德洛指很難找到像50年代那種「茂盛的織物」，就像他們在50年代所做的一樣，和她有些具挑戰性的服裝要做，包括《游龍戲鳳》中的西碧·桑戴克（Sybil Thorndike）所穿的連衣裙。設計師還表示，她必須不得不對茱莉亞·奧曼所穿的套裝作出修改，因為她的體態跟慧雲·李完全不同。對愛瑪·屈臣的角色性格進行研究時，泰勒發現了《游龍戲鳳》的原創演員和劇組的照片，她發現照片中的一個女孩身穿格子連衣裙，所以泰勒走了出來，找到原來的格子連衣裙讓屈臣穿著。她說自己跟團隊認為屈臣的角色性格很有趣，因為她是個年輕且有時尚意識的女孩。設計師說：「鑑於美國人在50年代受英格蘭的影響，她的風格是相當的桑德拉·迪（Sandra Dee）和女孩化的。」
泰勒告訴《InStyle雜誌》的莎拉·史密夫（Sarah Smith）指她於許多夢露的照片上工作，特別是她跟米勒一起度蜜月的那些。泰勒說她畫了一些女演員穿著男士襯衫和鉛筆裙（pencil skirt）的圖畫，而她為電影做了這些服裝。泰勒補充說：「當時有一個場景是米雪·威廉絲飾演的夢露在車裡，她戴著黑色的雪紡頭巾，而我為她造的外套是實際上載於蘇富比（Sotheby）的產品目錄。我們複製了那件外套，這就像一個燕麥絲綢外套配黑色天鵝絨衣領，我們把它造成了米雪的夾克，而不是外套。」泰勒在設計過程中也跟威廉絲一起工作，她解釋這位女演員曾為她帶來圖片作參考。泰勒正如他們談話那樣為威廉斯畫草圖，她說：「這是她認為她想穿的跟我想法的一種合作。」設計師告訴史密夫，她對《游龍戲鳳》場景中自己為威廉絲所造白色連衣裙的成功感到非常滿意。泰勒用了一張夢露試身的照片與《游龍戲鳳》的服裝設計師合作來替她造衣裳。她解釋說這件衣服非常複雜，而且沒有第二件，所以威廉絲不得不11天裡穿著同一件衣服。泰勒一直擔心著這件衣服會發生甚麼事情，直至拍攝結束後才能放鬆下來。當被問及威廉絲有否最喜歡的服裝時，泰勒表示這位女演員特別喜歡穿黑色連衣裙及襯衫和裙子的組合。
電影的髮型及化妝師是珍妮·希爾科爾，她告訴《化妝大師雜誌》的喬·納扎羅（Joe Nazzaro）指，對她來說最大的挑戰就是把威廉絲變成夢露。希爾科爾說威廉絲的特徵跟夢露的很不同，但是她不想用假體來塑造她的臉，因為威廉絲在表演中不得不透過化妝來表達情感。希爾科爾解釋說：「電影中有時候她實際上用了很少的化妝品，但我們在微小的地方仍然保持著夢露的東西，例如眉毛、陰影和嘴唇的形狀，所以我們會保留3至4個重點來幫助我們模仿夢露。當中有些是相當困難的，因為威廉絲的眼睛跟她完全不同，夢露有非常獨特的眼瞼，所以我們不得不在威廉絲的眼睛上利用光和陰影來塑造成這樣的形狀。」化妝師說電影中的大部分場景都是源自《游龍戲鳳》電影中的演員，所以希爾科爾不得不把原來的場景複製到《情迷夢露7天》之中，並做好準備。她還透露，有些演員用了一些細小的假體來重塑人物角色。希爾科爾告訴納扎羅說：「我不會把它們弄走，因為它們能造出分別，而且都是由演員們精心構思，製作和穿的。」

### 音樂
電影的原創音樂是由美國作曲人康拉德·波普（Conrad Pope）創作。法國作曲人亞歷山大·達士勒寫了一首題為《瑪麗蓮的主題》的樂章，波普納入到他的配樂中。鋼琴家朗朗在波普及達士勒的作品中有個特色表演。威廉絲還在原聲帶上演唱了《我找到了夢想（I Found A Dream）》、《這古老魔法（That Old Black Magic）》，以及《當愛情出錯時沒有什麼是正確的（When Love Goes Wrong, Nothing Goes Right）》和《熱浪（Heat Wave）》。其他歌曲包括《秋葉（Autumn Leaves）》和《回憶是由此構成的（Memories Are Made of This）》。電影原聲碟於2011年11月1日以數碼形式發行。

## 發行
電影的監製哈維·溫斯坦在2011年的康城影展上介紹此電影的第一輯預告片，而此電影於2011年10月6日正式發布。《情迷夢露7天》於2011年10月9日在第49屆紐約電影節上首映。兩天後，這部電影在米爾谷電影節上映，然後加入到漢普頓國際電影節以及第26屆年度勞德代爾堡國際電影節（Annual Fort Lauderdale International Film Festival）的陣容。

## 評價
影片获得了广泛的好评，在烂番茄上147人打分给出的好评度为84%，平均分为7.2。其中女主角Michelle Williams的演出更受到一致认可。

## 奖项提名
英国电影学院奖七项提名
- 最佳英国电影
- 最佳女主角：Michelle Williams
- 最佳女配角：Judi Dench
- 最佳男配角：Kenneth Branagh
- 最佳服装设计：Jill Taylor
- 最佳化妆与发型设计：Jenny Shircore
- 最佳新演员：Eddie Redmayne

广播影评人协会奖四项提名
- 最佳女主角
- 最佳男配角：Kenneth Branagh
- 最佳服装设计
- 最佳化妆

第69届金球奖
- 最佳音乐或喜剧片提名
- 最佳女主角奖（音乐或喜剧片）
- 最佳男配角提名：Kenneth Branagh

第84届奥斯卡金像奖两项提名
- 最佳女主角
- 最佳男配角：Kenneth Branagh